# Jezuïetenkerk (Lier)
De Jezuïetenkerk is een voormalige kerk in de stad Lier, in de Belgische provincie Antwerpen. De kerk dateert uit de 18e eeuw. In de Jezuïetenkerk worden geregeld concerten en andere evenementen georganiseerd.

## Geschiedenis
De Jezuïetenkerk werd tussen 1749 en 1752 opgericht op basis van de plannen van Jezuïeten-broeder Albert del Plancken van Ename. Het is de laatste Jezuïetenkerk die in België gebouwd werd.
Het kerkgebouw is een eenbeukige longitudinale laat-barokke kerk in kruisvorm, opgetrokken uit baksteen met verwerking van natuursteen (zandsteen en arduin).
In 1906 werd een witmarmeren hoofdaltaar in het koor aangebracht, van de hand van Napoleon Daems uit Turnhout. Het kreeg een plaats in het koor onder het met een stralenkrans omringde bronzen kruis. Er werden toen ook zes nieuwe, gekleurde kerkramen geplaatst. Maar op 29 december 1914 viel een obus in de tuin van de residentie waardoor alle ruiten van het gebouw sneuvelden. Het altaar werd toen ook door brand vernield. In 1924 werd de kerk heropgebouwd.
Tijdens de Tweede Wereldoorlog werd de kerk gespaard.
Tot 1972 vormde de kerk samen met het klooster, het retraitehuis en de tuin één geheel. In 1972 werd het retraitehuis en de ommuurde parktuin aan de stad Lier verkocht om er de Stedelijke Academie voor Muziek, Woord en Dans in onder te brengen. In 1986 kwamen de kerk en het klooster in particuliere handen. Het klooster werd (en is nog steeds) een privé-woonst. De kerk verviel tot een stapelruimte.
Na enkele decennia van leegstand werd er onder invloed van een nieuwe vzw geld ingezameld voor de restauratie.
In 2008 volgde dan de restauratie van de gevels, ramen en dak.